# Kızılibrik, Atkaracalar
Kızılibrik là một xã thuộc huyện Atkaracalar, tỉnh Çankırı, Thổ Nhĩ Kỳ. Dân số thời điểm năm 2010 là 60 người.